# Хайфэнский диалект
Хайфэнский диалект (кит. трад. 海豐話, упр. 海丰话), также называемый Хайлуфэнским (трад. 海陸豐話)/Луфэнским (трад. 陸豐話), относится к южноминьскому языку (миньнань), распространённому в уезде Хайфэн, и является его крупнейшим диалектом. Основные зоны использования включают центральные районы вдоль уезда Гуаншань и прибрежные территории на юге.

## Происхождение
Хайфэнский диалект сформировался в результате миграции носителей миньского языка из Южного Фуцзяня в Хайфэн. Со временем он развился в самостоятельный вариант, отличающийся от классического южноминьского.

## Лингвистические особенности
По звучанию хайфэнский ближе к диалектам Чжанчжоу, Цюаньчжоу и Сямыня, чем к чаошаньскому диалекту.
В «Языковом атласе Китая» (1987) диалект отнесён к восточнокантонской подгруппе миньских языков, сходной с цюаньчжоу-чжанчжоуской группой.

## Внутреннее деление
Территория использования хайфэнского диалекта поделена на 3 зоны: 
- Северная зона (районы Гунпин, Чиши и часть Пиндуна) — подверглась влиянию хакка;
- Центральная зона (Хайчэн и центральные районы: Чикэн (赤坑), Кэтан (可塘), Таохэ (陶河), Мэйлун (梅陇), Хоумэнь (鲘门), Магун (马宫), Хунцао (红草), Ляньань (联安), Сяомо (小漠)) — основной ареал хайфэнского диалекта;
- Южная зона (городской округ Шаньвэй и прибрежные посёлки: Дунчун(东涌), Чжэлан (遮浪), Тяньцянь (田墘), Цзешэн (捷胜)) — подверглась влиянию кантонского языка.

## Грамматические особенности

### Редупликация(повторение слова)
В хайфэнском диалекте существительные, как правило, не могут повторяться, но небольшая часть односложных существительных допускает редупликацию. Такие повторяющиеся формы становятся прилагательными и выступают в роли сказуемого.
Глаголы могут повторяться, чаще всего по схеме AA. Также существует четырехкратная редупликация (AAAA).
Прилагательные имеют более разнообразные формы редупликации:
- Односложные прилагательные: AA (усиление степени признака);
- Двусложные прилагательные: ABAB (более мягкое усиление, в конце можно добавить уменьшительный суффикс «仔») и AABB (более сильное усиление, без «仔»);
- Трехсложные прилагательные: только ABCABC.

### Употребление суффикса «仔»
«仔» (пиньинь zǐ) может присоединяться к существительным, глаголам, прилагательным и даже целым словосочетаниям, изменяя их значение, часть речи или добавляя эмоциональную окраску.
- Если «仔» произносится в словарном тоне и с ударением, это показатель существительного;
- Если «仔» произносится в измененном тоне и без ударения, это показатель глагола или прилагательного.

Суффикс «仔» может использоваться для следующих функций:
- Образование новых слов;
- Различение значений;
- Изменение части речи;
- Передача дополнительных оттенков и эмоций (например, с существительными, обозначающими природу, растения и животных, «仔» придает значение «милый, симпатичный», а с существительными, связанными с людьми, может выражать пренебрежение).

## Схемапиньиняхайфэнского диалекта
| p 波  | ph 抱  | m 毛 | b 无 | -    | -    |
| t 刀  | th 拖  | n 奴 | l 罗 | -    |      |
| k 哥  | kh 科  | h 呵 | g 鹅 | η 俄 | ø 阿 |
| ts 之 | tsh 慈 | s 思 | z 而 | -    | -    |

| Монофтонги (5)         | a 亚    | e 哑    | o 窝   | i 衣    | u 污   |
| Дифтонги (12)          | ai 哀   | ei 鞋   | au 欧  | ou 乌   | ia 爷  |
| Дифтонги (12)          | io 腰   | iu 优   | iau 要 | ua 蛙   | ue 国  |
| Дифтонги (12)          | ui 威   | uai 歪  | -      | -       | -      |
| Слоговые согласные (2) | m 唔    | η 嗯    | -      | -       | -      |
| Носовые финали (14)    | am 庵   | om 掩   | im 着  | iam 盐  | uam 凡 |
| Носовые финали (14)    | in 因   | un 温   | -      | -       | -      |
| Носовые финали (14)    | aη 安   | oη 翁   | eη 英  | iaη 央  | ioη 容 |
| Носовые финали (14)    | uaη 汪  | ueη 宏  | -      | -       | -      |
| Носовые гласные (11)   | ã 担    | õ 耗    | ẽ 楹   | ĩ 丸    | ĩã 营  |
| Носовые гласные (11)   | ĩõ 羊   | ãĩ 闲   | ũã 碗  | ũẽ 关   | ũĩ 黄  |
| Носовые гласные (11)   | ũãĩ 高  | -       | -      | -       | -      |
| Гортанная смычка (28)  | aʔ 鸭   | oʔ 学   | eʔ 呃  | auʔ 口  | iʔ 页  |
| Гортанная смычка (28)  | iaʔ 益  | ioʔ 约  | iuʔ 口 | iauʔ 口 | uʔ 口  |
| Гортанная смычка (28)  | uaʔ 话  | ueʔ 划  | -      | -       | -      |
| Гортанная смычка (28)  | ap 盒   | op 踱   | ip 邑  | iap 叶  | uap 法 |
| Гортанная смычка (28)  | it 一   | ut 笏   | -      | -       | -      |
| Гортанная смычка (28)  | ak 恶   | ok 握   | ek 亿  | iak 越  | iok 育 |
| Гортанная смычка (28)  | uak 挖  | uek 获  | -      | -       | -      |
| Гортанная смычка (28)  | mʔ 象声 | η? 象声 | -      | -       | -      |

| Тоновый класс    | Ровный (阴平) | Ровный (阳平) | Восходящий (阴上) | Восходящий (阳上) | Нисходящий (阴去) | Нисходящий (阳去) | Входящий (阴入) | Входящий (阳入) |
| ---------------- | ------------- | ------------- | ----------------- | ----------------- | ----------------- | ----------------- | --------------- | --------------- |
| Тоновое значение | 33            | 55            | 53                | 35                | 213               | 11                | 2               | 5               |
| Пример иероглифа | 诗分          | 时云          | 死粉              | 是混              | 世训              | 示份              | 熠忽            | 蚀佛            |
| Номер            | 1             | 2             | 3                 | 4                 | 5                 | 6                 | 7               | 8               |